# Anna Szafraniec
Anna Szafraniec, née le 16 février 1981 à Myślenice, est une coureuse cycliste polonaise. Spécialisée en VTT, elle a été championne du monde de relais mixte en 2003.

## Palmarès en VTT

### Jeux olympiques
- Athènes 2004
  - 11e du cross-country

### Championnats du monde
- Château-d'Œx 1997
  -  Médaillée de bronze du cross-country junior
- Åre 1999
  -  Championne du monde de cross-country junior
- Kaprun 2002
  -  Médaillée d'argent du cross-country
- Lugano 2003
  -  Championne du monde de relais mixte
- Canberra 2009
  - 5e du cross-country
- Mont-Saint-Anne 2010
  - 8e du cross-country
- Lillehammer 2014
  - 16e du cross-country

### Championnats d'Europe
- 2003
  -  Médaillée d'argent du relais mixte

### Championnats de Pologne
- Championne de Pologne de cross-country : 1998, 2002, 2003 et 2006
- Championne de Pologne de cross-country marathon : 2006, 2007, 2008, 2009 et 2014

### Autres victoires
- 2012
  - Roc d'Azur

## Palmarès sur route
- 2006
  - 3e du championnat de Pologne sur route
- 2011
  -  Championne de Pologne sur route